# St Stephen’s and West Church

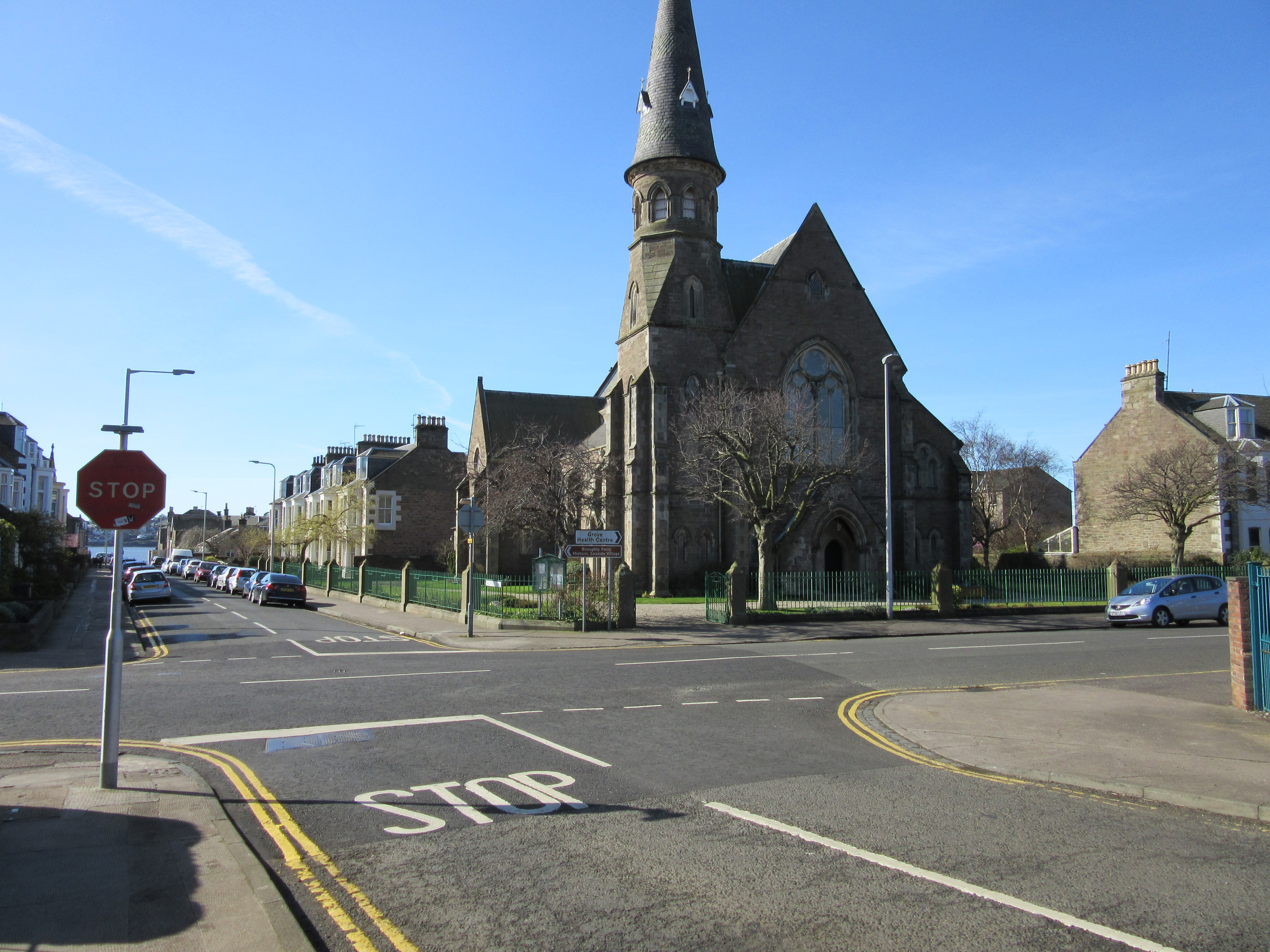
St Stephen’s and West Church

Die St Stephen’s and West Church ist ein Kirchengebäude der presbyterianischen Church of Scotland in der schottischen Stadt Dundee in der gleichnamigen Council Area. 1965 wurde das Bauwerk in die schottischen Denkmallisten in der höchsten Denkmalkategorie A aufgenommen.

## Geschichte
Der Entwurf für das Kirchengebäude stammt von dem Architekten Thomas Saunders Robertson, der selbst Mitbegründer der Gemeinde war. Am 26. November 1871 wurde die Stefanskirche eröffnet. Im Juli 1875 wurde die Gemeinde aus der Gemeinde von Broughty Ferry und Monifieth herausgelöst. 1962 verschmolz die Gemeinde der St Stephen’s Church mit der Gemeinde der Broughty Ferry West Church, woraus die heutige St Stephen’s and West Church hervorging.

## Beschreibung
Die St Stephen’s and West Church steht an der Kreuzung der Westfield Road mit der Dundee Road. Die Kreuzbasilika ist neogotisch ausgestaltet. Oberhalb des spitzbogigen Hauptportals mit Wimperg an der Nordfassade ist ein weites Maßwerk eingelassen. Zwei Spitzbogenportale führen in den Narthex. Strebepfeiler gliedern die Fassade. Links ragt der vierstöckige Glockenturm auf. Ab dem dritten Abschnitt ist er oktogonal geführt. Die Spitzbogenöffnungen des vierten Abschnitts schließen mit einem durchgängig geführten Gesimse. Der abschließende spitze Helm ist mit Lukarnen gestaltet. Entlang der Seitenschiffe ziehen sich Lanzettfenster. Der Ostgiebel des Querschiffs ist mit Lanzettfenstern und Fensterrose gestaltet. Das Dach ist mit grauem Schiefer eingedeckt.